# Silverado (filme)
Silverado (bra/prt: Silverado) é um filme estadunidense de 1985, dos gêneros faroeste, aventura e ação (cinema), dirigido por Lawrence Kasdan. 
Filmado quando o gênero já estava em desuso, fez sucesso graças ao elenco e à trama movimentada. Kasdan deu a Kostner um importante papel, como compensação por tê-lo cortado em The Big Chill, e assim deu-lhe um bom impulso para o estrelato.
O filme foi produzido pela Columbia Pictures em parceria com a Delphi III Productions e distribuído por Columbia e Sony Home Entertainment. A trilha sonora, contendo trabalho de Bruce Broughton, foi realizada pela Geffen Records.

## Sinopse
Em Silverado, cidade do Velho Oeste dominada por xerife corrupto, quatro pistoleiros chegam para mudar seus próprios destinos e os de seus moradores.

## Prêmios e indicações
Óscar
- Indicado
  - Melhor Triha Sonora[5]

- - Melhor Mixagem de Som[5]

## Elenco
- Kevin Kline – Paden
- Scott Glenn – Emmett
- Kevin Costner – Jake
- Danny Glover – Mal Johnson
- Brian Dennehy – Xerife Cobb
- Rosanna Arquette – Hannah
- John Cleese – Xerife John Langston
- Jeff Goldblum – Calvin "Slick" Stanhope
- Linda Hunt – Stella
- Joe Seneca – Ezra Johnson
- Ray Baker – Ethan McKendrick
- Thomas Wilson Brown – Augie Hollis